# Mitrephora alba
Mitrephora alba är en kirimojaväxtart som beskrevs av Henry Nicholas Ridley. Mitrephora alba ingår i släktet Mitrephora och familjen kirimojaväxter. Inga underarter finns listade i Catalogue of Life.